# Отакар Кубин
Отакар Кубин (фр. Othon Coubine; Босковице, 22. октобар 1883 — Марсељ, 7. октобар 1969) је био чешки сликар, вајар и графичар.

## Живот и дело
Отакар Кубин је завршио вајарско- клесарску школу у Хоржицама 1898 — 1900. године а од 1904. године студира на Академији ликовних уметности у Прагу.
Неко време је додатно зарађивао као цртач документације спелеолошких експедиција. Био је члан „Осме“ и учествововао је на њиховој изложби 1907. године. 1907. године је радио као асистент на прашкој уметничко индустријској школи. 1913. године је отпутовао у Француску а 1925. године је примио француско држављанство.
Године 1932. је постао члан „Уметничке беседе“ а био је и члан „Друштва уметника Манес“ 1952. године са вратио у родно место у Чешку и остао дванајст година да би се вратио у Француску.
За разлику од осталих из група „Осме“ на Кубина је утицао кубизам тек незнатно. После Првог светског рата његово дело је у новокласицистичком пејзажу. У Француској је јако познат и излаже у Салону независних а од 1924. године и у салону на Тулијерима у Паризу.
Кубин је сахрањен у градићу Апт у Француској.

## Дело

### Уљане слике
Ограда баште (1902), Портрет (1903), Моравски пејзаж (1905), Предвечерије (1907), Ископавање кромпира, Жене у Босковицама (1908), Мртва природа, Капелица на гробљу у Босковицама, Портрет Бохумила Кубишта (1910), Имагинарни лик Алана Едгара Поа (1911), Праља (1920), Седећи акт (1925), Капелица у Симиану (1926), Лежећи акт (1930), Букет (1929), Акт (1933), Пролеће у Симиану, Кућа на селу, Пејзаж са стеном, Жетва (1934), Рибњак на сувом (1952), Овсено поље (1955), Црвена башта (1957).

### Графика
Јоб, Породица уметникова (1919), Неплачите, Кројачица, Глава старца (1920), Куртизана (1921), Девојчица, Пејзаж, Кројачица, Акт на шамлици, Панорама Симиана, Девојка са огрлицом (1922), Девојка са траком у коси (1923) Околина Апта (1924), Осмех (1925), Букет (1931), Мост, Студија стабла (1933).

### Пластика
Маска (бронза 1922), Жена у Марсељу (бронза 1928), Лежећа девојчица (рељеф у камену 1928) Мулаткиња (бронза 1931), Девојчица са огледалом (теракота 1932).